# Thelazia lacrymalis
Thelazia lacrymalis è un nematode parassita del cavallo. È un parassita a ciclo indiretto. L'ospite definitivo è rappresentato da equini come cavalli e occasionalmente l'uomo che però non rappresenta l'ospite specifico. L'ospite intermedio è rappresentato da vari insetti (ditteri specialmente) come mosche, morelli e fannie. Sono parassiti di piccole dimensioni e di colore biancastro. La cuticola presenta numerose striature trasversali nella parte anteriore. Le femmine sono vivipare e le larve di prima età vengono deposte nei secreti lacrimali dell'ospite definitivo. Una volta che l'insetto compie il suo pasto di sangue ingerisce le larve di prima età. Queste passano dall'intestino alle ovaie dove maturano a larve di terza età in 15-30 giorni nel corso dei mesi estivi. Le larve di terza età migrano poi successivamente alle parti boccali dell'insetto e sono rilasciate sull'ospite definitivo durante il pasto dell'insetto. Lo sviluppo del parassita ad adulto si compie senza ulteriori modificazioni. I danni dovuti all'azione irritativa delle larve di prima età provocano eccessiva lacrimazione e congiuntivite.
| Controllo di autorità | Thesaurus BNCF 39900 |